# Pisanello
Pisanello (před rokem 1390, Pisa nebo Neapol – 1455, Mantova), vlastním jménem Antonio Puccio di Pisano, byl italský malíř, iluminátor, grafik a medailér, významný představitel internacionální gotiky a rané renesance.

## Život
Antonio Pisano se narodil někdy před rokem 1390 nebo 1395, pravděpodobně v Pise, kde roku 1395 sepsal jeho otec Puccio di Giovanni závěť, v níž ho jmenuje svým jediným dědicem. Zemřel pravděpodobně v Mantově v roce 1455.Do Verony se přestěhoval s rodinou na počátku 15. století.

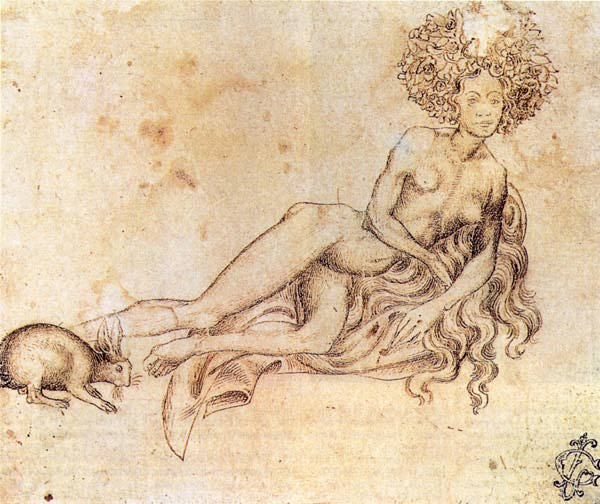
Alegorie luxusu, mědirytina

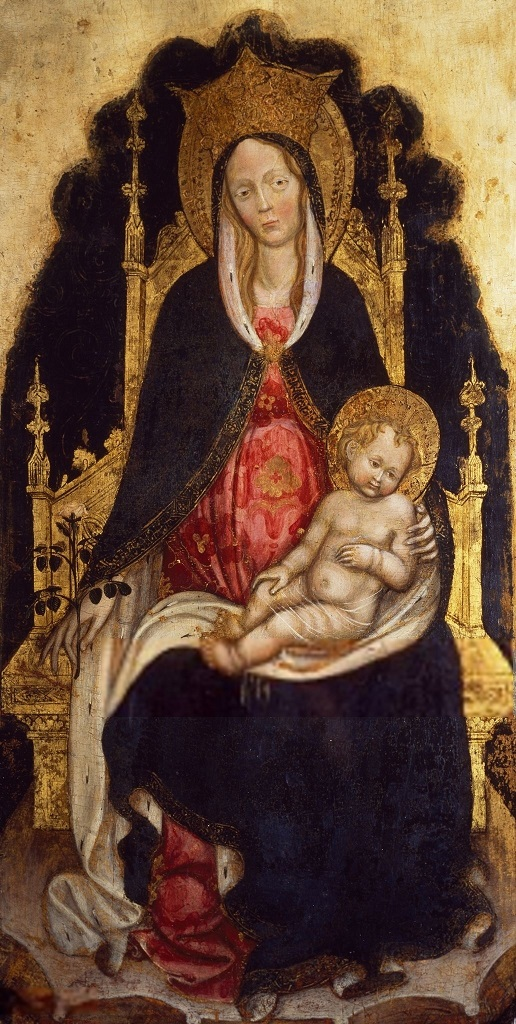
Madona z Palazzo Venezia (připsána)

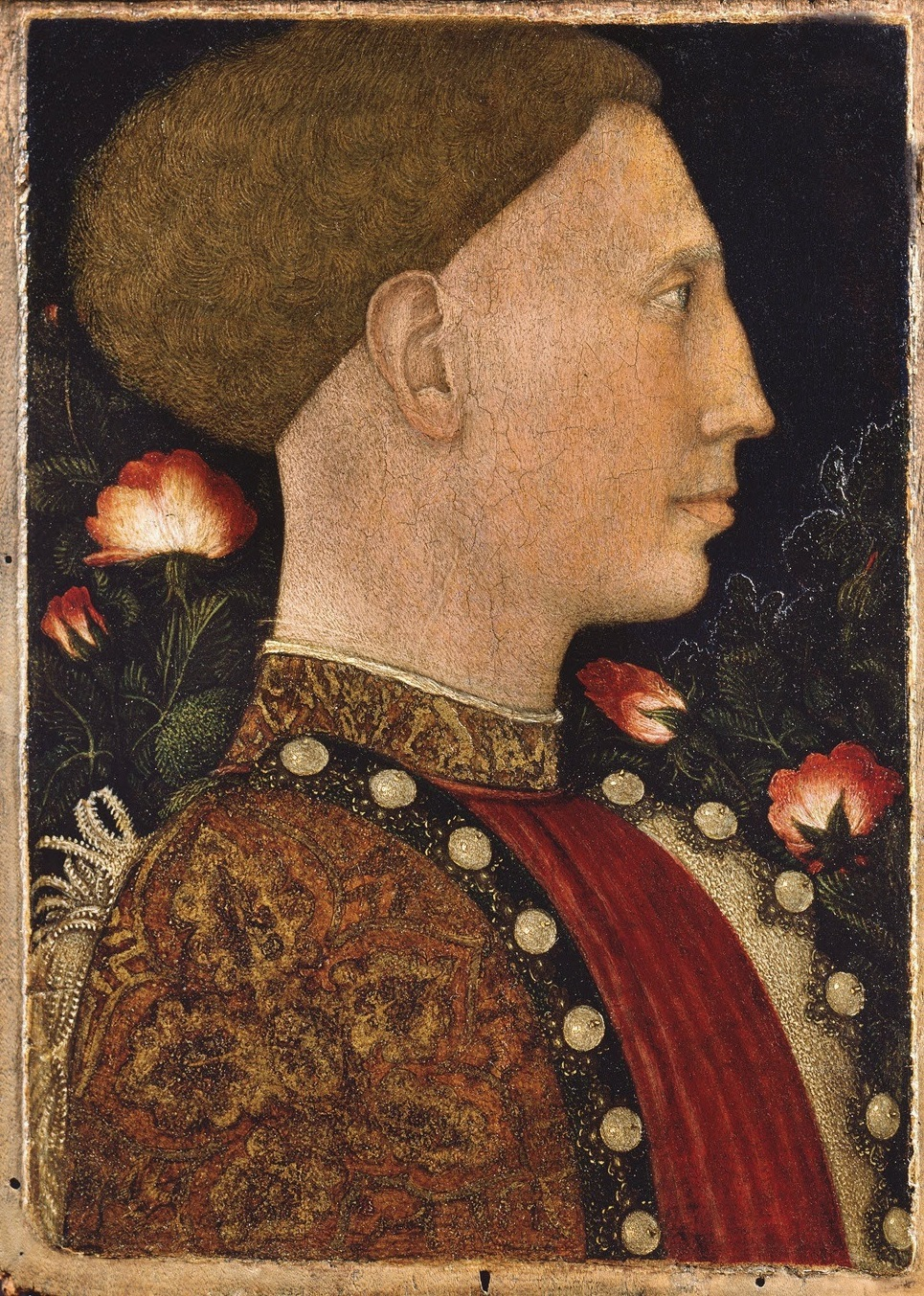
Portrét Lionella d'Este

- Benátky: podle dochovaných zpráv získal malířské vzdělání pravděpodobně ve dvacátých letech 15. století v Benátkách, kde pracoval spolu s Gentilem da Fabrianem na freskách Dóžecího paláce, vytořil postavy císaře Fridricha Barbarossy a jeho syna Otty II.
- Řím: V letech 1431 a 1432 pracoval a bydlel v Římě, kde dokončil fresky v  papežské bazilice San Giovanni v Lateranu, které nestihl dokončit Gentile da Fabraino před svojí smrtí. Dále mu jsou připsány malby trůnící madony s Ježíškem a císaře Karla Velikého, dochované v Palazzo Venezia.
- Po návratu do Verony pracoval na freskách v kostele Sant'Anastasia.
- Fresky byly koncem 60. let 20. století objeveny v městském paláci v Mantově. O jejich existenci se vědělo, ale považovaly se za zničené, objevil a přesně identigfikoval místo G. Paccagni, vrchní intendant galerie v Mantově).

Patřil mezi nejoblíbenější malíře své doby v Itálii, počítá se k umělcům italské internacionální gotiky a počátků renesance. Pracoval jako portrétista a freskař dekoratér na šlechtických dvorech v Mantově, Ferraře, Rimini, pro rodinu Viscontiů vyzdobil hrad Castello di Montechiarugolo a hrad v Pavii i v Miláně, . pro Gianfrancesca I. a Ludovica III. Gonzagu v Mantově, pro Lionella d'Este z Ferrary, neapolského krále Alfonse V. Aragonského v Neapoli a další. Svá díla podepisoval PISANVS PICTOR (Pisánský malíř).

## Dílo
malba
- Trůnící Madona královna v Palazzo Venezia v Římě

- Madona s křepelkou - desková malba kolem roku 1420, korunovace Panny Marie sedící v uzavřené zahradě obehnané zdí, která symbolizuje její panenství
- Portrét císaře Zikmunda Lucemburského v kožešinovém klobouku 1433, a tři studijní kresby jeho hlavy z profilu
- Svatý Jiří a princezna, freska z let 1433 až 1438 na stěně vítězného oblouku v kapli Pellegriniů v kostele Sant'Anastasia ve Veroně.
- Vidění svatého Eustacha, malba na dřevě, okolo roku 1438 – 1442 Národní galerie v Londýně
- Zjevení Panny Marie svatému Antonínovi Velikému a sv. Jiří, Národní galerie v Londýně
- Portrét dívky z rodu Estenských,
- Portrét Lionella d'Este, syna Niccola III. – desková malba, kterou namaloval Pisanello v roce 1441 při soutěží s benátským malířem Jacopem Bellinim.
- fresky v paláci v Mantově objevené zásluhou G. Paccagniho[2]

medaile
Byl prvním a jedním z nejvýznamnějších italských medailérů 15. století. Dochovalo se 23 dvojstranných medailí, většinou odlitých z bronzu, některé byly mnohokrát později kopírovány.
- portrétní medaile byzantského císaře jana VIII. Palailoga (avers) má na reversu hradby města Ferrara, kde bronzový odlitek vznikl v roce 1438 při příležitosti konání koncil u východních a západních církví.
- portrétní medaile Gianfrancesca I. Gonzagy z let 1439–1440 vznikla v Mantově
- šest medailí Lionella d'Este

mědirytiny
- Alegorie luxusu, sloužily jako přípravné studie